# Серкина, Александра Васильевна
Александра Васильевна Серкина (31 мая 1918, село Витим, Якутская АССР — 28 октября 2007 года, Иркутск) — доктор медицинских наук, профессор, заведующая кафедрой общей хирургии Иркутского государственного медицинского университета.

## Биография
После окончания Якутского медицинского техникума в 1936 году была направлена в Средне-Колымский район, где в первый же год своей работы приняла самое активное участие в ликвидации разразившейся тяжёлой эпидемии кори. За это Верховным Советом ЯАССР была награждена нагрудным знаком «15 лет ЯАССР».
В 1944 году после окончания Иркутского государственного медицинского института работала ординатором хирургического отделения Иркутской городской клинической больницы № 1, являвшейся базой кафедры госпитальной хирургии ИГМИ. Возглавлял кафедру заслуженный деятель науки, профессор В. Г. Шипачев. Под его руководством провела серию исследований анатомического состояния и патоморфологии артериального русла на конечностях, ампутированных по поводу облитерирующего эндартериита. В 1952 году стала ассистентом кафедры факультетской хирургии ИГМИ, где активно работала под руководством профессора Б. Д. Добычина, который поручил ей разработку сложнейшей проблемы — «Ранняя диагностика и лечение облитерирующих заболеваний периферических артерий».
В 1958 году успешно защитила кандидатскую диссертацию на тему «Клинико-анатомические соотношения при облитерирующем эндартериите». В этот период проводила большую работу по организации в клинике специализированного консультативного приёма и как прообраз будущего отделения хирургии сосудов сформировала 15 коек для больных с патологией магистральных и периферических сосудов.
В 1960 г. организовала и провела полномасштабные скрининговые исследования среди населения и на предприятиях Восточной Сибири по выявлению ранних форм облитерирующих заболеваний магистральных и периферических сосудов. Накопленный опыт обобщила в докторской диссертации на тему «Раннее выявление и комплексное лечение больных облитерирующим эндартериитом в условиях диспансеризации», которую успешно защитила в 1970 году.
Александра Васильевна была одним из лучших кардиохирургов Восточной Сибири. Главным направлением её научных изысканий являлась клиническая ангиология. С 1971 года активно начала развивать реконструктивную хирургию при заболеваниях магистральных и периферических сосудов, возглавила кафедру общей хирургии Иркутского медицинского института, на базе клинической больницы № 1 г. Иркутска организовала первый в Сибири и на Дальнем Востоке областной центр хирургии сосудов. При её непосредственном участии в 1985 году в Иркутском государственном институте усовершенствования врачей была открыта кафедра клинической ангиологии и сосудистой хирургии. С 1982 по 2002 годы работала профессором кафедры общей хирургии ИГМУ, руководила научным студенческим кружком. Многие хирурги Иркутской области — её ученики.
Александра Васильевна внесла весомый вклад в решение проблем диагностики и комплексного лечения облитерирующих заболеваний магистральных артерий, патологии вен и организации экстренной ангиохирургической помощи.
Обладая педагогическим даром, воспитала много талантливых хирургов. Автор 134 научных работ. Под её руководством защищено 12 кандидатских и 1 докторская диссертация. В течение многих лет успешно сочетала педагогическую работу с большой общественной деятельностью. Неоднократно избиралась членом правления Всесоюзного и Всероссийского хирургических обществ, союзной проблемной комиссии по экстренной хирургии сосудов и проблемной комиссии Новосибирского научно-исследовательского института патологии кровообращения Министерства здравоохранения России. В течение 14 лет была председателем Иркутского областного общества хирургов и депутатом Иркутского Совета народных депутатов четырёх созывов.
Александра Васильевна — заслуженный врач России (Указ Президента РФ № 1106 от 17.06.2000) и Республики Бурятия, почётный гражданин города Иркутска; награждена орденом Трудового Красного Знамени, знаками «Отличник здравоохранения» и «Отличник высшей школы», медалью «100 лет общества Н. И. Пирогова», другими медалями.